# Ryan Thompson
Ryan Thompson (Mount Laurel, Nueva Jersey, 9 de junio de 1988) es un jugador de baloncesto estadounidense que pertenece a la plantilla del Hapoel Holon de la Ligat Winner. Con 1,98 metros de estatura, juega en la posición de alero.

## Trayectoria deportiva
Tras no ser drafteado en 2010, llegó a Europa y formó parte de las plantillas de Basket Brescia Leonessa y Generali Okapi Aalstar.
En el Telenet Oostende, ganó la liga y copa en Bélgica, donde promedió 16.3 puntos, 2.2 asistencias y 2.8 rebotes por partido.
El alero tras ganar la liga con el Brose Baskets alemán, fue un jugador destacado con sus 12.9 puntos y 2.4 asistencias en la BBL alemana y 10.7 puntos y 1.7 asistencias en la Eurocup, será nuevo jugador del Estrella Roja.